# فوتبال در بازی‌های آسیایی ۲۰۰۲
فوتبال در بازی‌های آسیایی ۲۰۰۲ در بوسان کره جنوبی از ۲۷ سپتامبر تا ۱۳ اکتبر ۲۰۰۲ برگزار شد. محدودیت سنی برای تیم مردان زیر ۲۳ است، همان محدودیت سنی در مسابقات فوتبال در بازی‌های المپیک اعمال می‌شود اما هر تیم مجاز به استفاده از سه بازیکن بالای ۲۳ است.

## رده بندی نهایی

### مردان
- ایران
- ژاپن
- کره جنوبی

### زنان
- کره شمالی
- چین
- ژاپن